# Henry Rawlinson (archeoloog)

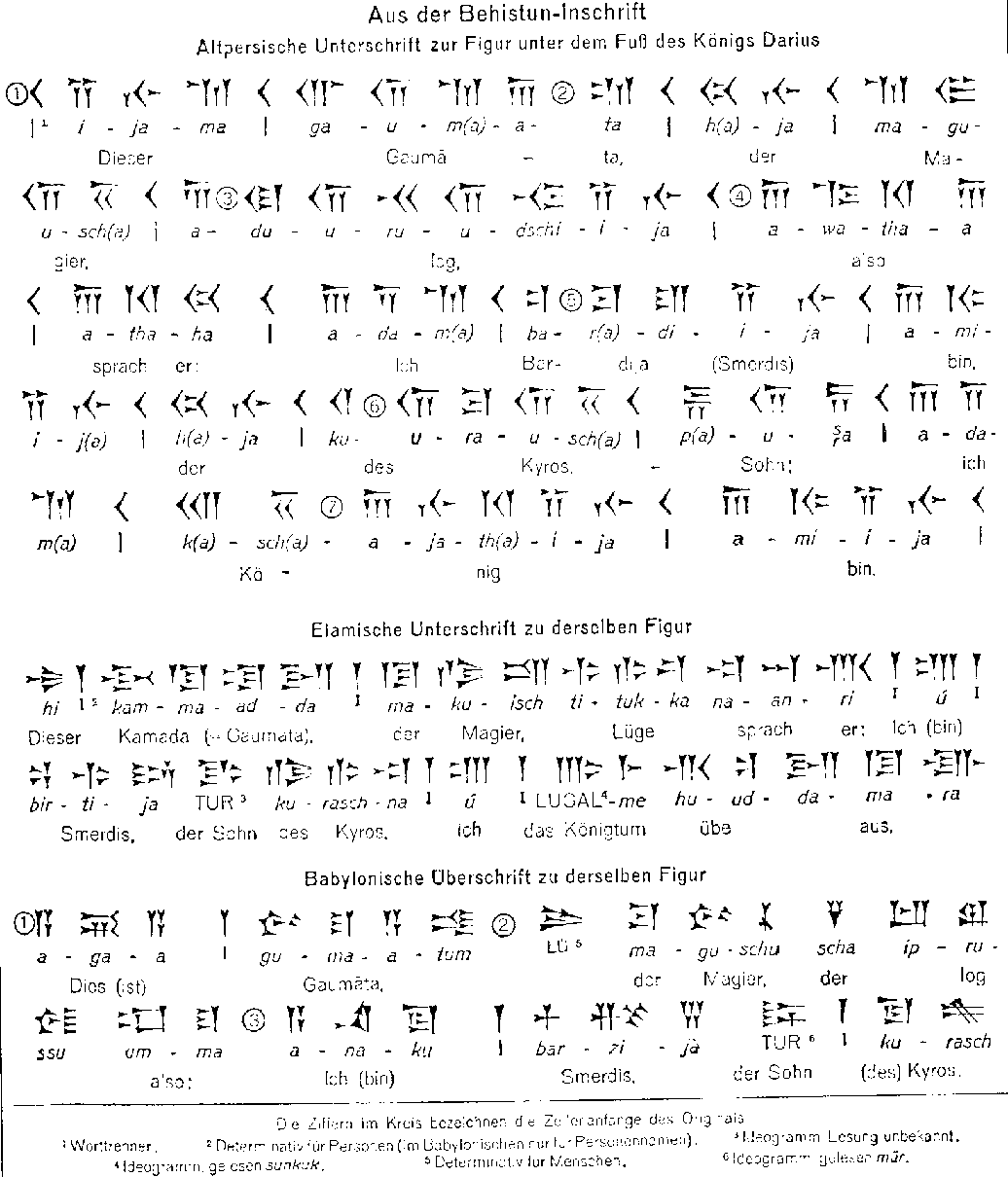
Behistun tekst

Sir Henry Creswicke Rawlinson (Chadlington (Oxfordshire), 11 april 1810 – Londen, 5 maart 1895) was een Brits archeoloog en taalkundige. Hij ontcijferde het spijkerschrift van Mesopotamië.
Afkomstig uit Oxfordshire trad Rawlinson in dienst van de Oost-Indische Compagnie in 1827. Hij bleek een flinke talenknobbel te bezitten en leerde in snel tempo vijf oosterse talen. In 1833 bezocht hij Iran als een Britse officier die het leger van de sjah kwam moderniseren. Hij slaagde er uiteindelijk in de inscripties van Behistun te kopiëren. Deze inscripties stammen van Darius I van Perzië en zijn in drie talen op een bijzonder ontoegankelijke plek in de bergen bij Kermansjah uitgebeiteld. De drie talen zijn het oud-Perzisch, het Elamitisch (door Rawlinson Scythisch genoemd) en het Babylonisch. Rawlinson wist het oud-Perzische deel zelf zonder touwen of ladders te bereiken. De Elamitische inscriptie was wat moeilijker vooral omdat de ladders die voorhanden waren gemakkelijk uit elkaar vielen. Dit leidde tot enige hachelijke toestanden. Het Babylonische deel werd bereikt door een 'wilde Koerdische jongen' wiens naam niet overgeleverd is en die zich met vingers en tenen aan een verticale rotswand vasthechtte en zo een afstand van zo'n 7 meter wist te overbruggen. Later zijn de moeizaam verkregen kopieën in een Londens museum door de ratten opgegeten, maar zij hadden inmiddels hun wetenschappelijk nut bewezen.
In 1843 werd Rawlinson Brits consul in Bagdad. Dit gaf hem de tijd om de tabletten die Layard in Kalhu opgegraven had te onderzoeken. In 1850-1851 vond Layard de koninklijke bibliotheek van Ashurbanipal in Ninive met al zijn tabletten en hiermee was er meer dan genoeg materiaal om het geheim van het Babylonisch te ontsluieren. De tabletten bleken zelfs informatie over de grammatica van de taal te bevatten alsmede de sleutel tot het begrip van het Sumerisch. Zelf vond Rawlinson een aantal rollen van Nebukadnezer in Borsippa, maar zijn voornaamste bijdrage lag niet zo zeer in het opgraven als wel in het ontcijferen.

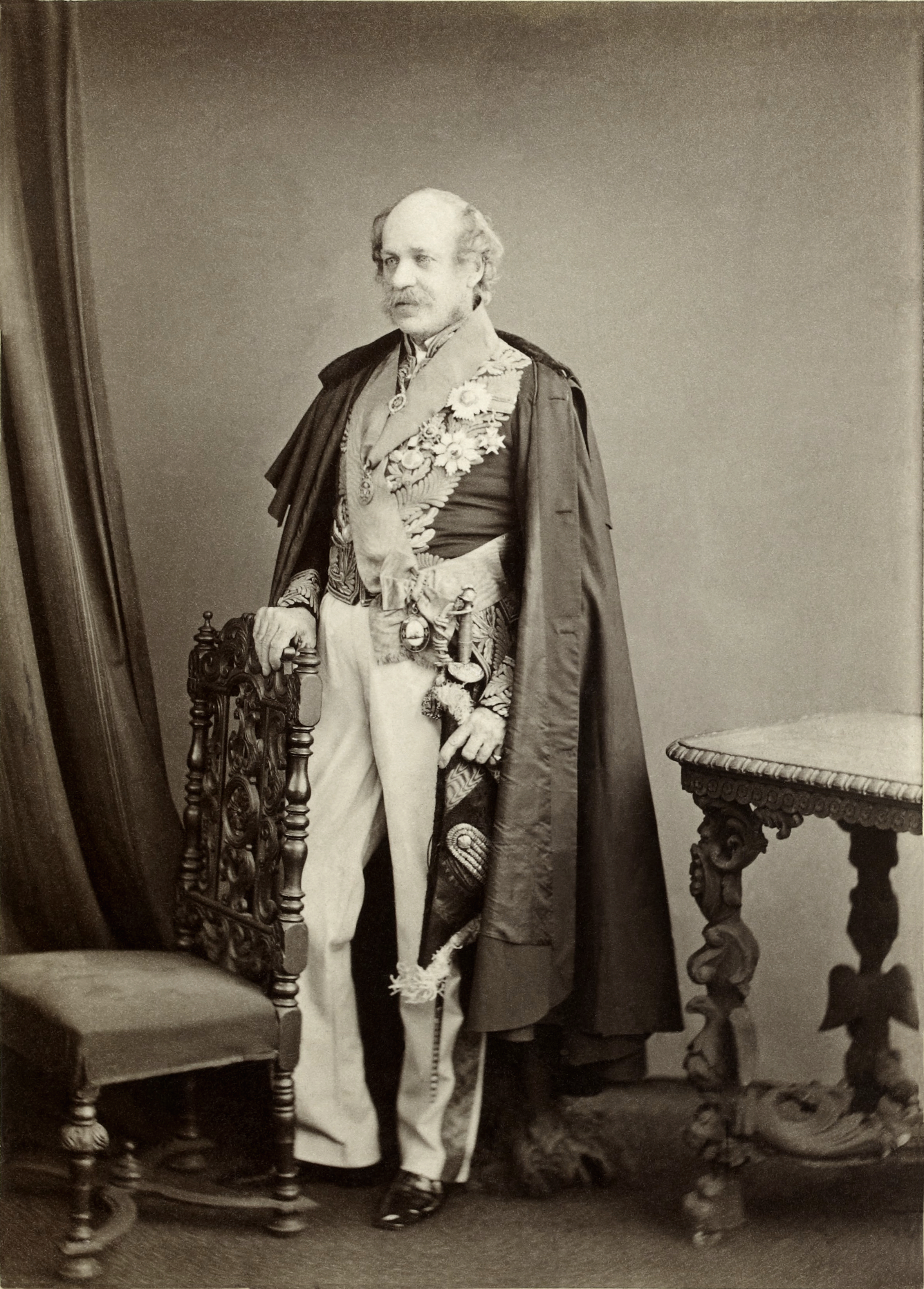
Maj. Gen. Sir Henry Creswicke Rawlinson
(ca. 1865)

In 1853 keerde hij naar Engeland terug en richtte zich op zijn vertaalwerk en het organiseren van de studie van de Ashurbanipal bibliotheek. Hij kwam er al gauw achter dat het Babylonisch een Semitische taal was en hoewel het schrift behoorlijk ingewikkeld bleek (het was namelijk oorspronkelijk ontwikkeld voor een totaal andere taal, het Sumerisch) bleek het mogelijk de code te breken. Het Elamitisch was (en is) een veel moeilijker zaak omdat het hier om een taal ging die nergens aan verwant was. Het oud-Perzisch was weer vrij eenvoudig, het was een Indo-Europese taal, maar behoudens Behistun was er niet zo veel in geschreven. Overigens was Rawlinson niet de enige die een bijdrage tot de ontcijfering leverde. Grotefend had al eerder een zet in de goede richting gedaan maar deze was grotendeels in de vergetelheid geraakt en verder moeten ook de Ier Edward Hincks en de Fransman Jules Oppert genoemd worden.
- Bibsys: 2028721
- Biblioteca Nacional de España: XX1411016
- Bibliothèque nationale de France: cb15342301v (data)
- Catàleg d'autoritats de noms i títols de Catalunya: 981058607820006706
- CiNii: DA12351239
- Gemeinsame Normdatei: 116367636
- International Standard Name Identifier: 0000 0000 8356 3503
- Library of Congress Control Number: n82116298
- Nationale bibliotheek van Australië: 35949955
- Nationale Bibliotheek van Israël: 987007266964105171
- Nationale Bibliotheek van Polen: a0000001896378
- Nederlandse Thesaurus van Auteursnamen: 072244461
- Réseau des bibliothèques de Suisse occidentale: 02-A017570073
- LIBRIS: 222364
- SNAC: w67p97wv
- Système universitaire de documentation: 08143569X
- Semantic Scholar: 104084854
- Trove: 1159358
- Virtual International Authority File: 10149174
- WorldCat: E39PBJcGrXhdtGW8K93mKfCJDq